# The Time of the Oath
| 전문가 평가 | 전문가 평가 |
| 평가 점수   | 평가 점수   |
| 출처        | 점수        |
| ----------- | ----------- |
| Allmusic    | [ 1 ]       |

《The Time of the Oath》는 1996년에 발매된 독일의 파워 메탈 밴드 헬로윈의 일곱 번째 정규 음반이다. 이 음반은 오리지널 드러머였던 잉고 슈비히텐버그가 《Chameleon》에 이어 밴드에서 탈퇴한 뒤 작년에 자살한 후 첫 음반으로, 그의 추모 음반이다.

## 배경
《The Time of the Oath》는 콘셉트 음반이다. 앤디 데리스에 따르면, 노스트라다무스의 예언에 바탕을 두고 있으며, 1994년부터 2000년까지의 예언을 언급하고 있다. 노스트라다무스의 해석자들은 그가 인간이 올바른 선택을 한다면 제3차 세계 대전에 이어 천년 동안의 평화를 예언했다고 믿는다. 이 음반은 인류의 선택을 반영하기 위한 것이다. 이 음반에 수록된 키퍼는 첫 두 개의 《Keeper of the Seven Keys》 음반에서 돌아왔고, 나중에 세 번째 음반에서 돌아온 후, 〈Before the War〉라는 곡에서 일곱 번째 투사의 형태로 신이나 인류의 어리석음을 나타낼 수 있다.
이 음반에는 〈Power〉, 〈The Time of the Oath〉, 〈Forever And One (Neverland)〉이라는 세 개의 싱글이 수록되어 있다. 후자는 〈Forever And One Live〉라는 제목의 독일 발매 곡 목록을 가지고 있다.

## 곡 목록
| #   | 제목                            | 작사·작곡               | 재생 시간 |
| --- | ------------------------------- | ----------------------- | --------- |
| 1.  | 〈We Burn〉                     | 앤디 데리스             | 3:04      |
| 2.  | 〈Steel Tormentor〉             | 미하엘 바이카스, 데리스 | 5:40      |
| 3.  | 〈Wake Up the Mountain〉        | 울리 쿠시, 데리스       | 5:01      |
| 4.  | 〈Power〉                       | 바이카스                | 3:28      |
| 5.  | 〈Forever and One (Neverland)〉 | 데리스                  | 3:54      |
| 6.  | 〈Before the War〉              | 데리스                  | 4:33      |
| 7.  | 〈A Million to One〉            | 쿠시, 데리스            | 5:11      |
| 8.  | 〈Anything My Mama Don't Like〉 | 데리스, 쿠시            | 3:46      |
| 9.  | 〈Kings Will Be Kings〉         | 바이카스                | 5:09      |
| 10. | 〈Mission Motherland〉          | 바이카스, 헬로윈        | 9:00      |
| 11. | 〈If I Knew〉                   | 바이카스                | 5:30      |
| 12. | 〈The Time of the Oath〉        | 롤랜드 그래포우, 데리스 | 6:58      |

| #   | 제목                     | 작사·작곡                 | 재생 시간 |
| --- | ------------------------ | ------------------------- | --------- |
| 13. | 〈Still I Don't Know〉   | 데리스, 마커스 그로스코프 | 4:13      |
| 14. | 〈Take It to the Limit〉 | 데리스, 쿠시              | 4:04      |